# Ratpoison
Ratpoison es un gestor de ventanas libre, centrado en ser minimalista sin decoraciones extras ni dependencias de librerías externas, enfocado a ser manejado únicamente con el teclado. 

Su nombre refleja su meta principal: crear un gestor de ventanas que prescinda completamente del ratón (en inglés rat poison es "veneno para ratas").

## Vista general
El nombre "ratpoison" refleja su principal objetivo de diseño: permite al usuario gestionar las ventanas de la aplicación sin utilizar el ratón. A diferencia de otros gestores de ventanas en mosaico como Ion, ratpoison ignora completamente el ratón (o "rata"), y evita las decoraciones de las ventanas en la medida de lo posible. Las combinaciones de teclas por defecto están específicamente diseñadas para no entrar en conflicto con Emacs.